# Sisyra minuta
Sisyra minuta là một loài côn trùng trong họ Sisyridae thuộc bộ Neuroptera. Loài này được Esben-Petersen miêu tả năm 1935.